# Syllepte taihokualis
Syllepte taihokualis är en fjärilsart som beskrevs av Embrik Strand 1918. Syllepte taihokualis ingår i släktet Syllepte och familjen Crambidae. Inga underarter finns listade i Catalogue of Life.